# (2485) Scheffler
(2485) Scheffler (1932 BH) – planetoida z pasa głównego asteroid okrążająca Słońce w ciągu 5,78 lat w średniej odległości 3,22 au. Odkryta 29 stycznia 1932 roku przez Karla Reinmutha.